# Ökölvívás a 2004. évi nyári olimpiai játékokon
A 2004. évi nyári olimpiai játékokon az ökölvívásban 11 súlycsoportban avattak olimpiai bajnokot. A küzdelmek egyenes kieséses rendszerben zajlottak, és mindkét elődöntő vesztese bronzérmet kapott. A legtechnikásabb ökölvívónak kiosztott Val Barker-díjat a kazak Baktijar Artajev kapta.
A súlycsoportok száma az előző, a 2000. évi olimpiához képest a nagyváltósúly megszüntetésével eggyel csökkent.

## Éremtáblázat
(Az egyes számoszlopok legmagasabb értéke illetve értékei vastagítással kiemelve.)
| A 2004. évi nyári olimpiai játékok éremtáblázata ökölvívásban | A 2004. évi nyári olimpiai játékok éremtáblázata ökölvívásban | A 2004. évi nyári olimpiai játékok éremtáblázata ökölvívásban | A 2004. évi nyári olimpiai játékok éremtáblázata ökölvívásban | A 2004. évi nyári olimpiai játékok éremtáblázata ökölvívásban | Olimpia  |
| ------------------------------------------------------------- | ------------------------------------------------------------- | ------------------------------------------------------------- | ------------------------------------------------------------- | ------------------------------------------------------------- | -------- |
|                                                               | Ország                                                        | Arany                                                         | Ezüst                                                         | Bronz                                                         | Összesen |
| 1.                                                            | Kuba (CUB)                                                    | 5                                                             | 2                                                             | 1                                                             | 8        |
| 2.                                                            | Oroszország (RUS)                                             | 3                                                             | 0                                                             | 3                                                             | 6        |
| 3.                                                            | Kazahsztán (KAZ)                                              | 1                                                             | 1                                                             | 1                                                             | 3        |
| 3.                                                            | Thaiföld (THA)                                                | 1                                                             | 1                                                             | 1                                                             | 3        |
| 5.                                                            | Egyesült Államok (USA)                                        | 1                                                             | 0                                                             | 1                                                             | 2        |
|                                                               |                                                               |                                                               |                                                               |                                                               |          |
| 6.                                                            | Fehéroroszország (BLR)                                        | 0                                                             | 2                                                             | 0                                                             | 2        |
| 7.                                                            | Egyiptom (EGY)                                                | 0                                                             | 1                                                             | 2                                                             | 3        |
| 8.                                                            | Franciaország (FRA)                                           | 0                                                             | 1                                                             | 0                                                             | 1        |
| 8.                                                            | Nagy-Britannia (GBR)                                          | 0                                                             | 1                                                             | 0                                                             | 1        |
| 8.                                                            | Észak-Korea (PRK)                                             | 0                                                             | 1                                                             | 0                                                             | 1        |
| 8.                                                            | Törökország (TUR)                                             | 0                                                             | 1                                                             | 0                                                             | 1        |
|                                                               |                                                               |                                                               |                                                               |                                                               |          |
| 12.                                                           | Azerbajdzsán (AZE)                                            | 0                                                             | 0                                                             | 2                                                             | 2        |
| 12.                                                           | Németország (GER)                                             | 0                                                             | 0                                                             | 2                                                             | 2        |
| 12.                                                           | Dél-Korea (KOR)                                               | 0                                                             | 0                                                             | 2                                                             | 2        |
| 12.                                                           | Üzbegisztán (UZB)                                             | 0                                                             | 0                                                             | 2                                                             | 2        |
| 16.                                                           | Bulgária (BUL)                                                | 0                                                             | 0                                                             | 1                                                             | 1        |
| 16.                                                           | Kína (CHN)                                                    | 0                                                             | 0                                                             | 1                                                             | 1        |
| 16.                                                           | Olaszország (ITA)                                             | 0                                                             | 0                                                             | 1                                                             | 1        |
| 16.                                                           | Románia (ROU)                                                 | 0                                                             | 0                                                             | 1                                                             | 1        |
| 16.                                                           | Szíria (SYR)                                                  | 0                                                             | 0                                                             | 1                                                             | 1        |
|                                                               |                                                               |                                                               |                                                               |                                                               |          |
| Összesen                                                      | Összesen                                                      | 11                                                            | 11                                                            | 22                                                            | 44       |

## Érmesek
| A 2004. évi nyári olimpiai játékok érmesei ökölvívásban |                                           |                                                |                                           |
| Versenyszám                                             | Arany                                     | Ezüst                                          | Bronz                                     |
| Szupernehézsúly                                         | Alekszandr Povetkin · Oroszország (RUS)   | Mohammed Ali · Egyiptom (EGY)                  | Roberto Cammarelle · Olaszország (ITA)    |
| Szupernehézsúly                                         | Alekszandr Povetkin · Oroszország (RUS)   | Mohammed Ali · Egyiptom (EGY)                  | Michel López · Kuba (CUB)                 |
| Nehézsúly                                               | Odlanier Solís · Kuba (CUB)               | Viktar Zujev · Fehéroroszország (BLR)          | Mohamed El-Sayed · Egyiptom (EGY)         |
| Nehézsúly                                               | Odlanier Solís · Kuba (CUB)               | Viktar Zujev · Fehéroroszország (BLR)          | Nászer es-Sámi · Szíria (SYR)             |
| Félnehézsúly                                            | Andre Ward · Egyesült Államok (USA)       | Mahamed Ariphadzsijev · Fehéroroszország (BLR) | Utkirbek Haydarov · Üzbegisztán (UZB)     |
| Félnehézsúly                                            | Andre Ward · Egyesült Államok (USA)       | Mahamed Ariphadzsijev · Fehéroroszország (BLR) | Ahmed Ismail · Egyiptom (EGY)             |
| Középsúly                                               | Gajdarbek Gajdarbekov · Oroszország (RUS) | Gennagyij Golovkin · Kazahsztán (KAZ)          | Szurija Praszathinphimaj · Thaiföld (THA) |
| Középsúly                                               | Gajdarbek Gajdarbekov · Oroszország (RUS) | Gennagyij Golovkin · Kazahsztán (KAZ)          | Andre Dirrell · Egyesült Államok (USA)    |
| Váltósúly                                               | Baktijar Artajev · Kazahsztán (KAZ)       | Lorenzo Aragón · Kuba (CUB)                    | Oleg Szaitov · Oroszország (RUS)          |
| Váltósúly                                               | Baktijar Artajev · Kazahsztán (KAZ)       | Lorenzo Aragón · Kuba (CUB)                    | Kim Dzsongdzsu · Dél-Korea (KOR)          |
| Kisváltósúly                                            | Manat Buncsamnong · Thaiföld (THA)        | Yudel Johnson · Kuba (CUB)                     | Ionuț Gheorghe · Románia (ROU)            |
| Kisváltósúly                                            | Manat Buncsamnong · Thaiföld (THA)        | Yudel Johnson · Kuba (CUB)                     | Borisz Georgiev · Bulgária (BUL)          |
| Könnyűsúly                                              | Mario Kindelán · Kuba (CUB)               | Amir Khan · Nagy-Britannia (GBR)               | Szerik Jeleuov · Kazahsztán (KAZ)         |
| Könnyűsúly                                              | Mario Kindelán · Kuba (CUB)               | Amir Khan · Nagy-Britannia (GBR)               | Murat Hracsev · Oroszország (RUS)         |
| Pehelysúly                                              | Alekszej Tyiscsenko · Oroszország (RUS)   | Kim Szongguk · Észak-Korea (PRK)               | Vitali Tajbert · Németország (GER)        |
| Pehelysúly                                              | Alekszej Tyiscsenko · Oroszország (RUS)   | Kim Szongguk · Észak-Korea (PRK)               | Cso Szokhvan · Dél-Korea (KOR)            |
| Harmatsúly                                              | Guillermo Rigondeaux · Kuba (CUB)         | Voraphot Phetkhum · Thaiföld (THA)             | Baxodirjon Sultonov · Üzbegisztán (UZB)   |
| Harmatsúly                                              | Guillermo Rigondeaux · Kuba (CUB)         | Voraphot Phetkhum · Thaiföld (THA)             | Ağası Məmmədov · Azerbajdzsán (AZE)       |
| Légsúly                                                 | Yuriorkis Gamboa · Kuba (CUB)             | Jérôme Thomas · Franciaország (FRA)            | Rustam Rachimow · Németország (GER)       |
| Légsúly                                                 | Yuriorkis Gamboa · Kuba (CUB)             | Jérôme Thomas · Franciaország (FRA)            | Fuad Aslanov · Azerbajdzsán (AZE)         |
| Papírsúly                                               | Yan Barthelemí · Kuba (CUB)               | Atagün Yalçınkaya · Törökország (TUR)          | Szergej Kazakov · Oroszország (RUS)       |
| Papírsúly                                               | Yan Barthelemí · Kuba (CUB)               | Atagün Yalçınkaya · Törökország (TUR)          | Cou Si-ming (Zou Shiming) · Kína (CHN)    |